# Gudulakirche
Gudulakirchen sind Kirchengebäude, die der hl. Gudula von Brüssel geweiht sind. Bekannte Gudulakirchen sind:
in Belgien:
- Kathedrale St. Michael und St. Gudula
- Sint-Gudulakerk in Hamme (Merchtem)
- St. Gudulakapelle in Moorsel (Aalst)

in Deutschland:
- St. Gudula (Rhede)

in den Niederlanden:
- Gudulakerk in Lochem